# جما جونز
جما جونز (به انگلیسی: Gemma Jones) (زاده ۴ دسامبر ۱۹۴۲) بازیگر انگلیسی سینما و تئاتر است. وی در مجموعه فیلمهای هری پاتر ایفاگر نقش پاپی پامفری بود.

## گزیدهٔ نقش‌آفرینی‌ها
- ققنوس و قالیچه (۱۹۹۷)
- گاراژ خوب (۱۹۹۸)
- تئوری پرواز (۱۹۹۸)
- هری پاتر
- خاطرات بریجت جونز (۲۰۰۱)
- وسوسه‌ام نکن (۲۰۰۱)
- بریجت جونز: نکته باریک (۲۰۰۴)
- محاکمه و مجازات (۲۰۰۹)
- بچه بریجت جونز (۲۰۱۶)